# Западная Байонна
Западная Байонна (фр. Bayonne-Ouest) — упразднённый французский кантон, находился в регионе Аквитания, департамент Атлантические Пиренеи. Входил в состав округа Байонна.
Код INSEE кантона — 6443. В кантон Западная Байонна входила часть коммуны Байонна.

## Население
Население кантона на 2012 год составляло 18 722 человека.
| 1962 | 1968 | 1975 | 1982 | 1990   | 1999   | 2006   | 2012   |
| ---- | ---- | ---- | ---- | ------ | ------ | ------ | ------ |
| —    | —    | —    | —    | 17 963 | 18 064 | 19 516 | 18 722 |